# جيليان هنتر
جيليان هنتر (بالإنجليزية: Jillian Hunter)‏ (1950)؛ روائية أمريكية.